# Feddersen Wierde
Le hameau de Feddersen Wierde dans l’estuaire de la Weser (fondé au Ier siècle av. J.-C.) devient au IIe siècle un village d’environ 50 maisons, installé sur une butte surélevée contre les inondations (terp, pluriel terpen). 

## Description
Chaque maison est divisée en trois par des cloisons (étable, atelier, séjour avec foyer central). Les bovins sont les animaux les plus représentés, avec une faible proportion de moutons, chevaux, porcs et chiens). Un petit grenier isolé du sol est construit près de chaque maison. On cultive l’orge et le blé, mais aussi les haricots et le lin. 

## Restes archéologiques
Un atelier de tourneur sur bois, des ateliers de métallurgie (bronze et fer) ont été retrouvés. Un grand bâtiment à trois nefs sans divisions internes était peut-être utilisé pour les rassemblements et les banquets. La majeure partie des produits importés y a été retrouvée (monnaies, bronzes et vases romains). Le site est abandonné au milieu du Ve siècle avec la montée des eaux sur les basses plaines côtières.